# Roubion
 Roubion  es una población y comuna francesa, en la región de Provenza-Alpes-Costa Azul, departamento de Alpes Marítimos, en el distrito de Niza y cantón de Saint-Sauveur-sur-Tinée.

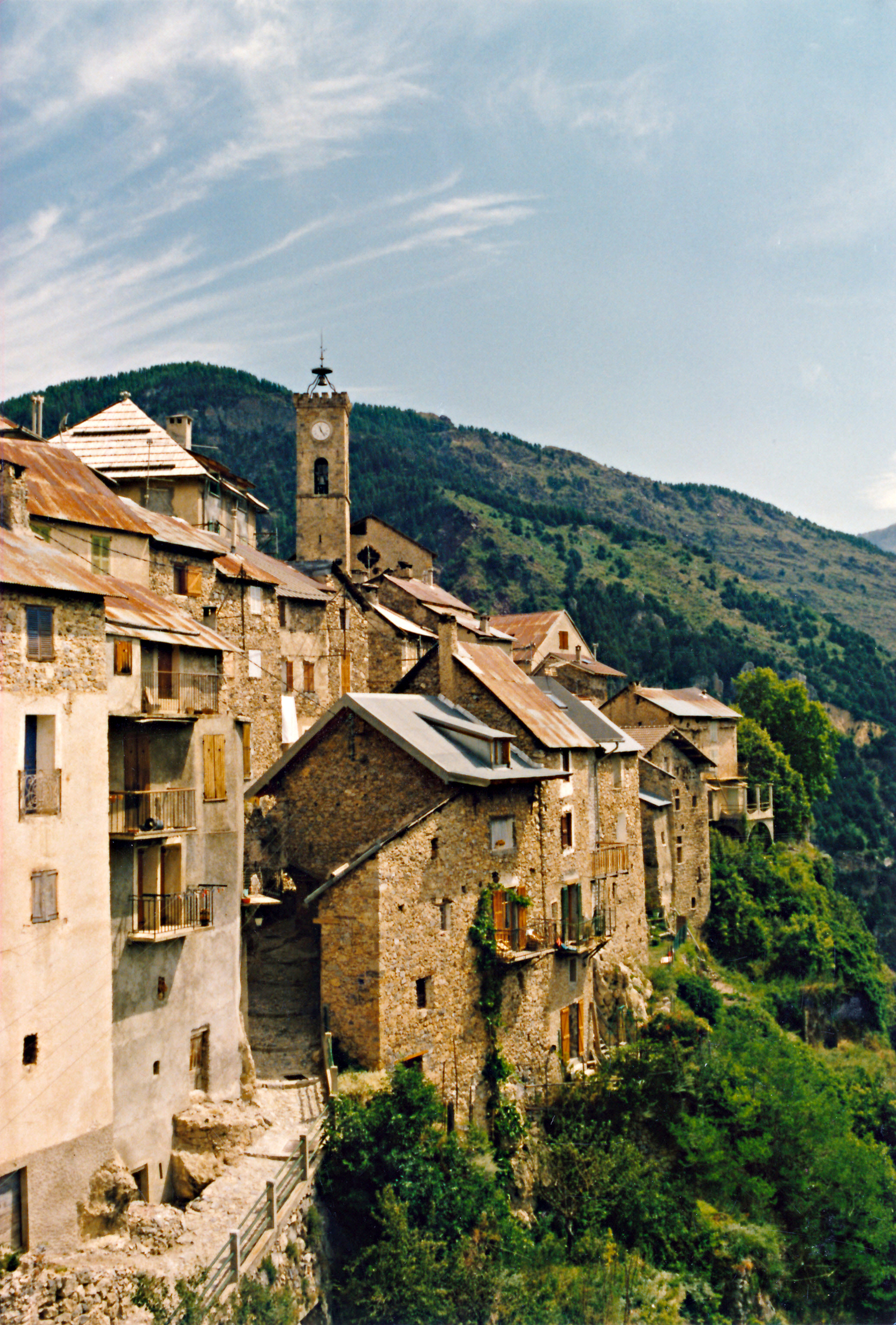
El pueblo en verano.

## Demografía
| 125 | 102 | 62 | 83 | 105 | 113 |
| Para los censos de 1962 a 1999 la población legal corresponde a la población sin duplicidades (Fuente: INSEE [Consultar]) |     |    |    |     |     |